# Aristolochia odoratissima
Aristolochia odoratissima é uma espécie de planta trepadeira da família das aristoloquiáceas nativa das Índias Ocidentais.
A planta está descrita na Flora Brasiliensis de Martius..